# Aglutynacyjność
Aglutynacyjność (dosł. sklejanie), aglutynacja – w językoznawstwie proces morfologiczny polegający na stosowaniu różnego rodzaju afiksów, określających funkcję składniową wyrazu w wypowiedzeniu. Od końcówek fleksyjnych afiksy te odróżnia luźniejszy związek z rdzeniem wyrazu oraz ich częsta jednofunkcyjność – zazwyczaj określają one tylko jedną kategorię gramatyczną, co niesie za sobą konieczność jednoczesnego dodawania do wyrazu wielu afiksów (np. tur. geliyorum = „idę”, gdzie -iyor oznacza czas teraźniejszy, a -um pierwszą osobę). Aglutynacja może wystąpić również w językach nieaglutynacyjnych, np. pisa - ł - a - by.

## Języki aglutynacyjne
Języki syntetyczne stosujące tę technikę noszą nazwę języków aglutynacyjnych – w Europie najważniejszymi reprezentantami tego typu są języki węgierski, fiński, estoński i turecki, należą tu także m.in. gruziński i baskijski, a ze starożytnych także etruski, sumeryjski i elamicki.
Poza obszarem europejskim aglutynacja jest często spotykana, m.in. w Afryce w językach bantu, w niektórych językach autochtonicznych ludów Ameryki, takich jak keczua, oraz w rozprzestrzenionych po olbrzymich obszarach Azji językach ligi uralo-ałtajskiej. Do języków aglutynacyjnych należą też japoński i koreański.
Aglutynacja pełni w tych językach często również funkcję słowotwórczą – umożliwia przekazywanie rozbudowanych treści za pomocą ciągu połączonych ze sobą morfemów, np. jednym z najdłuższych wyrazów języka węgierskiego jest meg|szent|ség|telen|ít|het|etlen|ség|es|kei|dés|ei|tek|ért, pochodzący od wyrazu szent, czyli „święty”.
W wielu językach można znaleźć elementy aglutynacji, zwłaszcza w zakresie słowotwórstwa, co jednak nie powoduje automatycznej klasyfikacji do typu aglutynacyjnego. Na przykład w języku angielskim można znaleźć takie wyrazy, jak anti|dis|establish|ment|ari|an|ism, gdzie wyrazem bazowym jest establish. Polskim przykładem mogłoby być anty|samo|u|bez|przedmiot|owia|nie, gdzie wyrazem bazowym jest przedmiot (lub wręcz miot). W zakresie słowotwórstwa, językiem aglutynacyjnym jest esperanto, w którym stosuje się swobodne połączenia morfemów, np. mal|konsent|em|ul|in|o („kobieta skłonna się sprzeciwiać”), gdzie mal- to prefiks oznaczający przeciwieństwo, konsent- to rdzeń dotyczący zgadzania się, -em- jest sufiksem oznaczającym skłonność, -ul- to morfem oznaczający osobę prezentującą daną cechę, -in- to przyrostek rodzaju żeńskiego oraz -o to końcówka fleksyjna rzeczowników. Innym przykładem aglutynacyjności esperanta może być słowo nask|iĝ|dat|re|ven|o („urodziny, rocznica urodzin”), w którym to słowie po głównym morfemie nask- dotyczącym rodzenia następują kolejno przyrostki: -iĝ-, oznaczający stawanie się (stawanie się urodzonym), dat-, pochodzący od rzeczownika dato (pol. „data”), re-, określający powtarzanie się czynności, ven-, pochodzący od czasownika veni (pol. „przychodzić”), oraz -o – końcówka fleksyjna rzeczowników. Dosłownie można by było zatem słowo naskiĝdatreveno przetłumaczyć jako „powtórne przyjście daty zrodzenia się”.

## Mechanizm aglutynacji na przykładzie jęz. fińskiego
Cząstkami doklejanymi do wyrazu są
- końcówki przypadków[3]
- końcówki dzierżawcze[4]

-ni -mme
-si -tte
-nsa (nsä)   -nsa (nsä)
- formanty potwierdzające (zaprzeczające)

-kin -kaan (-kään)
Przykładowa aglutynacja wygląda tak (na przykładzie wyrazu sana „słowo”)
sana (słowo)
sanassa (Inessiivi) – (w słowie)
sanassani – końcówka dzierżawcza (w moim słowie)
sanassanikin – formant potwierdzający (też w moim słowie)
Kolejność stosowania formantów jest ściśle określona. Przy doczepianiu formantów stosuje się wszelkie zasady oboczności – ale tylko w przypadku pierwszego formantu. Pozostałe nie wpływają na strukturę wyrazu:
puukko (finka)
puukossa (w fince)
puukossani (w mojej fince)